# Panamerikanische Spiele 2023/Badminton
Bei den Panamerikanischen Spielen 2023 in der chilenischen Hauptstadt Santiago de Chile fanden vom 21. bis 25. Oktober 2023 im Badminton fünf Wettbewerbe statt, davon je zwei bei den Männern und bei den Frauen sowie ein gemischtes Doppel. Austragungsort war das Olympic Training Center.
Erfolgreichste Nation waren die Spieler Kanadas, die vier der fünf Wettbewerbe gewannen. Die fünfte Goldmedaille ging an die Vereinigten Staaten, dessen Spieler unter anderem auch dreimal Silber gewannen. Mit jeweils einer Silbermedaille folgten Brasilien sowie das als Mannschaft unabhängiger Athleten startende Guatemala.

## Bilanz

### Medaillenspiegel
| Platz  | Land                       | Gold | Silber | Bronze | Gesamt |
| ------ | -------------------------- | ---- | ------ | ------ | ------ |
| 1      | Kanada                     | 4    | —      | 1      | 5      |
| 2      | Vereinigte Staaten         | 1    | 3      | —      | 4      |
| 3      | Brasilien                  | —    | 1      | 2      | 3      |
| 4      | Unabhängiges Athleten-Team | —    | 1      | 1      | 2      |
| 5      | Mexiko                     | —    | —      | 3      | 3      |
| 6      | El Salvador                | —    | —      | 1      | 1      |
| 6      | Kuba                       | —    | —      | 1      | 1      |
| 6      | Peru                       | —    | —      | 1      | 1      |
| Gesamt | Gesamt                     | 5    | 5      | 10     | 20     |

### Medaillengewinner
Männer
| Disziplin | Gold                 | Silber                     | Bronze                          |
| --------- | -------------------- | -------------------------- | ------------------------------- |
| Einzel    | Brian Yang           | Kevin Cordón               | Uriel Canjura                   |
| Einzel    | Brian Yang           | Kevin Cordón               | Luis Ramón Garrido              |
| Doppel    | Adam Dong Nyl Yakura | Fabrício Farias Davi Silva | Aníbal Marroquín Jonathan Solís |
| Doppel    | Adam Dong Nyl Yakura | Fabrício Farias Davi Silva | Job Castillo Luis Montoya       |

Frauen
| Disziplin | Gold                        | Silber            | Bronze                          |
| --------- | --------------------------- | ----------------- | ------------------------------- |
| Einzel    | Zhang Beiwen                | Jennie Gai        | Rachel Chan                     |
| Einzel    | Zhang Beiwen                | Jennie Gai        | Taymara Oropesa                 |
| Doppel    | Catherine Choi Josephine Wu | Annie Xu Kerry Xu | Romina Fregoso Miriam Rodríguez |
| Doppel    | Catherine Choi Josephine Wu | Annie Xu Kerry Xu | Sânia Lima Juliana Viana Vieira |

Mixed
| Disziplin | Gold                               | Silber                 | Bronze                     |
| --------- | ---------------------------------- | ---------------------- | -------------------------- |
| Doppel    | Ty Alexander Lindeman Josephine Wu | Vinson Chiu Jennie Gai | Davi Silva Sânia Lima      |
| Doppel    | Ty Alexander Lindeman Josephine Wu | Vinson Chiu Jennie Gai | José Guevara Inés Castillo |